# Oithona spinulosa
Oithona spinulosa is een eenoogkreeftjessoort uit de familie van de Oithonidae. De wetenschappelijke naam van de soort is voor het eerst geldig gepubliceerd in 1974 door Lindberg.